# Neaveia lamborni
Neaveia lamborni är en fjärilsart som beskrevs av Druce 1910. Neaveia lamborni ingår i släktet Neaveia och familjen juvelvingar. Inga underarter finns listade i Catalogue of Life.